# Prachtparkiet
De prachtparkiet (Neophema elegans) is een vogel uit de familie Psittaculidae (papegaaien van de Oude Wereld).

## Kenmerken
De lichaamslengte bedraagt 23 cm. Het mannetje heeft een goudgele kleur en is lichter op de staartonderzijde. Tussen snavel en ogen bevindt zich een geel driehoekje. Bij de wenkbrauwen bevindt zich een smalle blauwe boog. De vleugelveren bevatten blauwe randen en op de onderbuik een paar oranje veertjes. De slagpennen zijn bruin. De rugzijde is olijfgroen. Het vrouwtje is minder felgeel en mist de oranje veertjes in de buikstreek. De ogen zijn bruin, de snavel blauwgrijs en de poten bruingrijs.

## Voortplanting
Het vrouwtje legt vier of vijf eieren.

## Verspreiding en leefgebied
Deze soort is endemisch in zuidelijk en zuidwestelijk Australië en telt twee ondersoorten:
- N. e. elegans: het zuidelijke deel van Centraal-Zuid-Australië.
- N. e. carteri: zuidwestelijk West-Australië.

## Status
De grootte van de populatie is niet gekwantificeerd maar de soort wordt omschreven als algemeen. Op de Rode lijst van de IUCN heeft deze soort de status niet bedreigd.